# 神のヨハネス
聖ヨハネ・ア・デオまたは神のヨハネス（1495年3月8日 – 1550年3月8日）は、ポルトガル生まれの修道士で聖人であり、スペインの主要な宗教家の一人である。神の聖ヨハネ、天主の聖ヨハネ、聖ヨハネ・ア・デオと呼ばれるのが一般的である。

## 生涯
ヨハネスはポルトガル王国モンテモール・オ・ノヴォ、ジョアン・シダーデの没落したが信仰の厚いかつての名家に生まれた。母は彼が幼い時に亡くなり、父は修道会に入った。
若い頃のヨハネスは羊飼いとして働き、農場主はその強靭さと勤勉さを喜んだ。ヨハネスは農場主から娘と結婚して跡継ぎになるよう申し出を受けたが、神の御名による霊的な生活を望んでいたのでそれを断った。
ヨハネスはスペインに移り、英雄的な戦士としてスペイン王カルロス1世に仕え、何度かの戦争で戦った。多くの戦功を立てた後、人々に神の言葉を伝えるため、ヨハネス・グーテンベルクの活版印刷機を使って宗教的な書籍を普及させることに力を注いだ。
1月20日の聖セバスチャンの祝日に、ヨハネスは大きな霊的改心を経験した。それは、後に霊的指導者となり貧しい者の生活を改善を促したアビラの聖ヨハネによる説教を聞いている最中であった。大勢の人々の前で自分の罪を告解したのである。彼は神により、一時的に狂乱の状態になったかのように見えたので、そのため精神病院に入れられたが、アビラの聖ヨハネの訪問の後に回復し、貧しい者こそ彼が受けたものより良い待遇が相応しいのではないかと気付いた。そして、残りの生涯を病人や貧者に世話に捧げる決心をした。
ヨハネスはスペインのグラナダに定住し、街で最も貧しい人々を世話するために力を注いだ。彼は、ゆっくりと、奉仕に加わるよう招かれたと感じた献身的な弟子の集まりを惹きつけた。ヨハネスは追従者を現在は世界中の国で病人を世話する「病院の兄弟たち」の修道会として知られている修道会へと組織した。彼の働きに対する栄誉の印の一つは、この修道会が教皇の医療や歯科の世話を公式に託されていることである。
ヨハネスは55歳の誕生日である1550年3月8日に没した。1690年10月16日に教皇アレクサンデル8世により列聖され、病院、病者、精神病者、看護者、消防士、アルコール中毒、そして書籍商の守護聖人となった。祝日は3月8日である。
修道会はアイルランドのキルデア県のセルブリッジに拠点を持ち、そこで障害のある人々を支援している。